# Marc Mellits
Marc Mellits (Baltimora, 1966) è un compositore e musicista statunitense.

## Biografia
Mellits è nato a Baltimora, nel Maryland. Ha studiato alla Eastman School of Music dal 1984 al 1988, alla Yale School of Music dal 1989 al 1991, alla Cornell University dal 1991 al 1996, ed a Tanglewood nell'estate del 1997. I suoi insegnanti di composizione sono stati Joseph Schwantner, Samuel Adler, Martin Bresnick, Bernard Rands, Christopher Rouse, Roberto Sierra, Jacob Druckman, Poul Ruders e Steven Stucky.
La musica di Mellits è stata eseguita in tutti gli Stati Uniti, in Canada e in Europa. La sua musica è influenzata dalla musica minimalista e rock ed è stata identificata con la tendenza stilistica postminimalista. Compone spesso per chitarra elettrica e altri strumenti amplificati.
Nel 2004 Mellits ha ricevuto un premio della Premio Sovvenzioni agli artisti dalla Foundation for Contemporary Arts. Tra i lavori commissionati a Mellits ci sono brani per l'Orpheus Chamber Orchestra, Bang on a Can All-Stars, Assad Duo, Kronos Quartet ed il Meridian Arts Ensemble. La sua musica è stata arrangiata anche dal chitarrista Dominic Frasca e dal gruppo di musica sperimentale Electric Kompany.
Mellits è un membro fondatore del Collettivo dei Common Sense Composers, che si concentra su modi nuovi e alternativi di collaborare con gruppi di spettacolo. Mellits è il direttore artistico e tastierista del suo ensemble, il Mellits Consort.
A partire dal 2011 Marc Mellits vive a Chicago, Illinois con sua moglie e due figlie e insegna composizione all'Università dell'Illinois a Chicago.

## Discografia
- 1997 Common Sense Composers' Collective: Polysorbate 60
- 2002 Shock of the Old, Common Sense Composers' Collective & American Baroque: 11 Miiniatures for Baroque Ensemble
- 2005 Deviations, Dominic Frasca: Dometude, Lefty's Elegy, Metaclopramide, Dark Age Machinery
- 2006 String Quartet No. 2, Duke Quartet: String Quartet No. 2
- 2006 Tight Sweater, Real Quiet plays the music of Marc Mellits: Tight Sweater, Agu, Fruity Pebbles, Disciples of Gouda
- 2007 Dirty Little Secret, Andrew Russo: Etude No. 1: Medieval Induction
- 2007 TIC, Common Sense Composers' Collective & New Millennium Ensemble: Spam
- 2007 Paranoid Cheese, The Mellits Consort: Opening, Broken Glass, paranoid cheese, The Misadventures of Soup, Lefty's Elegy, Machine IV, Srećan Rođendan, Marija!, Troica, Dreadlocked, Machine III, Machine V
- 2008 Melville's Dozen, Nicola Melville: Etude No. 2: Defensive Chili
- 2008 Mix Tape, Andrew Russo: Spank Me (Ménage a Deux), Curried Kaftka (No Strings Attached)
- 2009 Serendipity, Society for New Music: Platter of Discontent
- 2009 American Journey, Roger McVey: Agu
- 2010 Convergence, Strike: Tight Sweater Remix
- 2010 Black, Sqwonk: Black
- 2017 Quatuor Debussy: Marc Mellits, String Quartets n° 3, 4, 5. Archiviato il 22 giugno 2018 in Internet Archive.